# イサベル〜波乱のスペイン女王〜
『イサベル〜波乱のスペイン女王〜』（原題：Isabel）は、スペインの歴史ドラマ。全39話。

## 概要

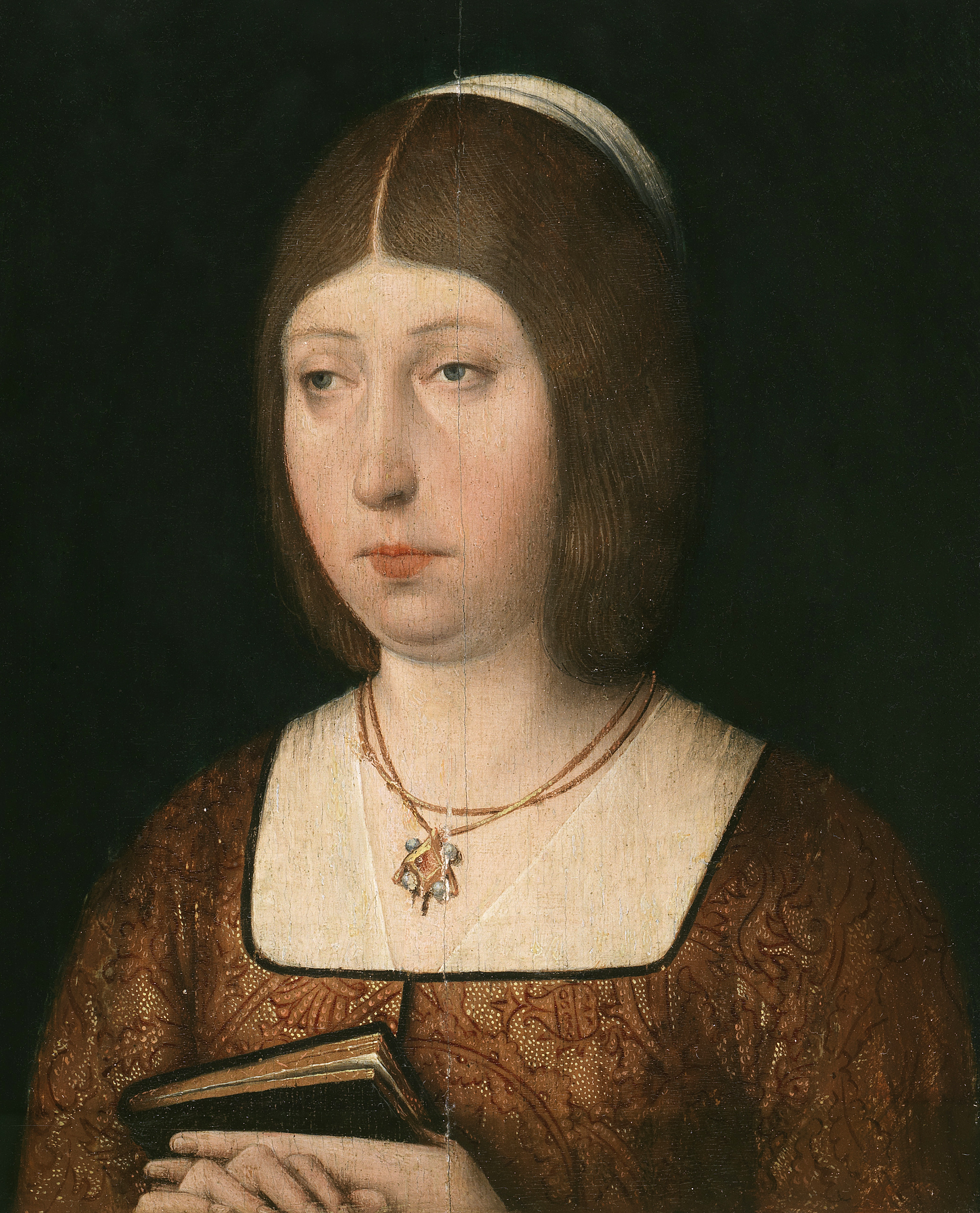
ドラマの主人公・イサベル1世

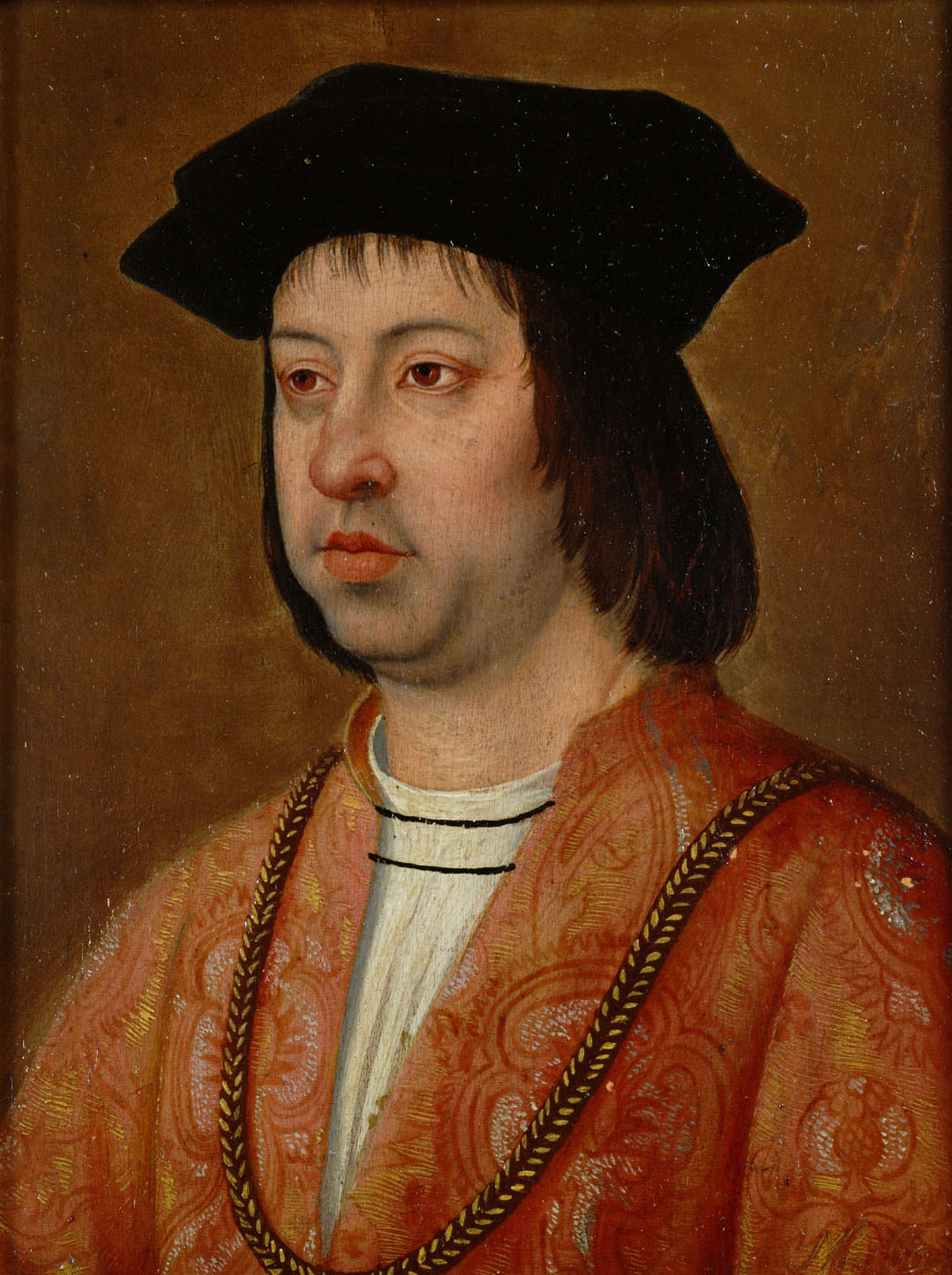
イサベルの夫・フェルナンド2世

このテレビドラマは、レコンキスタを終わらせ、ポルトガル・ナバラを除くイベリア半島を統一、カトリック教会から夫のアラゴン王フェルナンド2世と共に「カトリック両王」の称号を与えられ、スペイン史上最大の名君と讃えられるカスティーリャ女王イサベル1世の生涯を描いた作品である。

## あらすじ
戦乱のカスティーリャ王国で、フアン2世と2番目の王妃イサベルの子供として生まれたイサベルと弟アルフォンソは、異母兄エンリケ4世によって母と共に追放され、苦難の日々を送る。やがて宮廷に戻されるも、王位継承をめぐる争いに巻き込まれる。弟は反エンリケ派に担がれ「国王」と名乗るも急逝する。国王と後妻の娘の出自が疑われ、イサベルは王位継承権を勝ち取る。

## 登場人物
- イサベル1世 - ミシェル・ジェネール（スペイン語版）
カスティーリャ王女、のちのカスティーリャ女王。
- フェルナンド2世 - ロドルフォ・サンチェス（スペイン語版）
アラゴン王太子、のちのアラゴン国王。
- エンリケ4世 - カスティーリャ国王、イサベルの異母兄。
- フアナ・デ・アビス - カスティーリャ王妃、エンリケ4世の2番目の妻。
- アルフォンソ - カスティーリャ王子、イサベルの同母弟。
- ゴンサロ・チャコン - イサベルの家庭教師、側近。
- イサベル・デ・ポルトガル - イサベルの母、カスティーリャ前王妃。
- ゴンサロ - イサベルの護衛兵士。
- カリーニョ - 大司教。
- パチェコ -
- シスネロス - イサベルの聴罪司祭。
- フアナ - エンリケ4世とフアナ王妃の一人娘。

## 派生作品
続編として娘フアナ、孫カルロスを主人公にした作品が制作された。
- 『フアナ〜狂乱のスペイン女王〜（スペイン語版）』（La corona partida）
- 『カルロス〜聖なる帝国の覇者〜（スペイン語版）』（Carlos, Rey Emperador）